# Monogononta
De Monogononta zijn een onderklasse van raderdiertjes die vooral voorkomen in zoet water, maar ook in de bodem en andere mariene milieus. De onderklasse der Monogonanta bestaat uit drie orden: de Collothecaceae, de Flosculariaceae en de Ploima. De Monogonanta maken deel uit van de klasse der Eurotatoria.

## Anatomie
De Monogononta hebben over het algemeen een gereduceerde corona, en elk individu heeft 1 gonade, waaraan de groep zijn naam ontleent. De mannetjes zijn over het algemeen kleiner dan de vrouwtjes. Het nageslacht wordt alleen tijdens bepaalde periodes van het jaar geboren door middel van parthenogenese.

## Taxonomie
- Onderklasse Monogononta
  - Orde Collothecaceae
    - Familie Atrochidae
    - Familie Collothecidae

  - Orde Flosculariaceae
    - Familie Conochilidae
    - Familie Flosculariidae
    - Familie Hexarthridae
    - Familie Testudinellidae
    - Familie Trochosphaeridae

  - Orde Ploima
    - Familie Asciaporrectidae
    - Familie Asplanchnidae
    - Familie Birgeidae
    - Familie Brachionidae
    - Familie Clariaidae
    - Familie Dicranophoridae
    - Familie Epiphanidae
    - Familie Euchlanidae
    - Familie Gastropodidae
    - Familie Ituridae
    - Familie Lecanidae
    - Familie Lepadellidae
    - Familie Lindiidae
    - Familie Microcodidae
    - Familie Mytilinidae
    - Familie Notommatidae
    - Familie Proalidae
    - Familie Scaridiidae
    - Familie Synchaetidae
    - Familie Tetrasiphonidae
    - Familie Trichocercidae
    - Familie Trichotriidae